# 伊利因诺戈尔斯克
伊利因诺戈尔斯克（羅馬化：Ilʹinogorsk）是俄罗斯下诺夫哥罗德州的市级镇，属沃洛达尔斯克区，地处下诺夫哥罗德州西部，距克利亚济马河约4公里，在区行政中心沃洛达尔斯克及州府下诺夫哥罗德西方，靠近下诺夫哥罗德州与弗拉基米尔州的州界。
该地2021年人口有7,045人；2010年人口7,963；2002年人口8,433；1989年人口8,065。